# Balkanfelttoget
Balkanfelttoget er betegnelsen på Aksemagternes invasion af Jugoslavien og Grækenland under 2. verdenskrig. Det startede med Italiens fejlslagne invasion af Grækenland den 28. oktober 1940 og endte med tyske og italienske styrkers  erobring af Kreta den 1. juni 1941. 

## Forspil — Italiens invasion af Albanien
Efter 1. Verdenskrig og det totale sammenbrud af Østrig-Ungarn og det Osmanniske Rige vendte Albanien blikket mod Italien for at finde beskyttelse mod sine fjender. Albaniens grænser blev bekræftet ved Fredskonferencen i Paris (1919) efter at De Forenede Staters præsident Woodrow Wilson havde afvist en plan fra de europæiske magter om at dele Albanien mellem dets nabolande.  
Efter 1925 søgte Italiens diktator Benito Mussolini at få kontrol over Albanien. I 1928 blev Albanien et kongerige under kong Zog 1. Zog var en klanleder og tidligere premierminister. Det lykkedes ikke for Zog at afværge en stigende italiensk indblanding i Albaniens anliggender. Den 7. april 1939 besatte Mussolinis tropper Albanien, afsatte Zog, og annekterede landet som en del af det italienske imperium.

## Græsk italienske krig
Den Græsk-italienske krig varede fra 28. oktober 1940 til 30. april 1941 og var en del af 2. verdenskrig. Italienske styrker invaderede Grækenland og gjorde begrænsede fremskridt. Snart gik grækerne til modangreb og italienerne blev slået og drevet tilbage ind i Albanien. Italienerne brugte en stor del af vinteren på at stabilisere en frontlinje, som betød, at de kun havde kontrollen over totredjedele af Albanien. En længe ventet italiensk offensiv i marts 1941 førte ikke til større fremgang. Tyskland intervenerede i april, og invaderede Grækenland efter en vellykket Invasion af Jugoslavien

## Invasionen af Jugoslavien
Invasionen af Jugoslavien (også kendt som Operation 25) begyndte den 6. april 1941 og sluttede med den kongelige jugoslaviske armés betingelsesløse kapitulation den 17. april. De invaderende aksemagter – Nazityskland, Italien, Ungarn og Bulgarien – besatte og delte Jugoslavien. Ved at sammenkæde Bosnien-Herzegovina, dele af Kroatien og Srem i det sydvestlige Vojvodina  dannede Italien og Tyskland "Den Uafhængige Stat Kroatien" (Nezavisna Država Hrvatska, NDH).  Af Serbien og Banat dannede tyskerne lydstaten "Nedić's Serbia".  Montenegro blev til et italiensk protektorat.  Protektoratet var i princippet et kongerige, selv om Prins Michael af Montenegro aldrig accepterede kronen.

## Invasionen af Grækenland
Den Tyske invasion af Grækenland — med kodenavnet Unternehmen Marita — var et direkte resultat og fortsættelse af den græsk-italienske krig. Den 6. april 1941 invaderede den tyske hær det nordlige Grækenland, mens andre enheder gennemførte angrebet mod Jugoslavien. 
Ved at bryde gennem de jugoslaviske linjer i det sydlige Jugoslavien fik Tyskland mulighed for at sende forstærkninger til fronten i det nordlige Grækenland. Den tyske hær omgik den græske Metaxas linjes befæstninger og trods bistand fra et britisk ekspeditionskorps gik tyskerne i gang med at erobre de sydlige græske byer. Slaget om Grækenland sluttede med tyskernes indtog i Athen og erobringen af Peloponnes selv om omkring 40.000 allierede tropper blev evakueret til Kreta, hvilket afstedkom et af de største luftbårne angreb i krigshistorien: Operation Merkur eller Slaget om Kreta.

## Bulgarsk intervention
Selv om Bulgarien havde tilsluttet sig Aksemagterne forholdt landets regering sig passivt i de første faser af invasionen af Jugoslavien og slaget om Grækenland. Mens tyske, italienske og ungarske tropper knuste Jugoslavien og Grækenland forholdt bulgarerne sig på sidelinjen. Den jugoslaviske regering overgav sig den 17. april. Den græste regering holdt ud til den 30. april. Den 20. april sluttede den bulgarske inaktivitet. Den bulgarske hær trængte ind på græsk territorium med henblik på at geskabe landets adgang til det Ægæiske hav, som den havde haft i Thrakien før 1. Verdenskrig. Bulgarske tropper besatte den græske provins Østmakedonien og en stor del af det østlige Serbien, hvor det såkaldte Vardar Banovina blev delt mellem Bulgarien og Italien.

## Operation Merkur
Den 20. maj 1941 blev der nedkastet tyske faldskærmstropper over flyvepladserne i det nordlige Kreta for at besætte øen. De blev mødt med kraftig modstand fra allierede styrker og den lokale kretiske befolkning, men til sidst blev forsvarerne overmandet af de taktisk overlegne tyske styrker. De store tab blandt de luftbårne tropper tvang dog den tyske overkommando til at opgive storstilede luftbårne operationer i resten af krigen.

## Efterspil
Den 1. juni 1941 var hele Albanien, Jugoslavien og Grækenland under Aksemagternes kontrol. Grækenland blev underlagt Aksemagternes besættelse af Grækenland og Jugoslavien blev opløst og besat. Tyskland havde opnået en betydelig strategisk fordel: direkte adgang til Middelhavet. Den allierede overkommando frygtede at Kreta og Grækenland kunne blive brugt til springbræt til en invasion af Ægypten eller Cypern. Imidlertid blev alle planer om en storstilet invasion af Ægypten og Palæstina opgivet da Operation Barbarossa begyndte den 22. juni. 

### Modstanden
Under resten af krigen tvang aktive modstandsbevægelser i Jugoslavien, Grækenland og Albanien Aksemagterne til at opretholde garnisoner på flere hundredtusinde mand i de tre lande – tropper som ellers kunne være indsat på andre fronter. Især efter 1943 førte truslen om en allieret invasion og partisanernes aktiviteter til storstilede operationer mod oprørere som omfattede adskillige divisioner, herunder elite kampvogns- og bjergenheder.

### Det Dodekanesiske felttog
En kortvarig opblussen indtraf efter den italienske kapitulation i 1943, da det kom til et kapløb mellem briterne og tyskerne om at sikre sig de italiensk besatte og strategisk vigtige Dodekanesiske øer. Det lykkedes hurtigt for tyskerne at afvæbne den italienske garnison på Rhodos, men briterne havde held til at basætte øerne Samos, Leros og Kos. Tyskerne var dog hurtigt i stand til at gennemføre luft og flåde angreb og besatte øerne under indsættelse af specialstyrker.

## Eksterne kilder
- Tidslinje for Balkanfelttoget Arkiveret 26. maj 2009 hos  Wayback Machine
- Aviser fra 2. verdenskrig – invasionen på Balkan: Jugoslavien, Grækenland og Kreta, 1940-1941
- U.S. Army — De tyske felttog på Balkan
- 2. Verdenskrig på Balkan